# Mosel (región vinícola)
Mosel-Saar-Ruwer es una zona vinícola de Alemania ubicada en la ribera del río Mosela y sus afluentes, entre Luxemburgo y Coblenza, extendiéndose sobre una superficie de 10.400 ha.

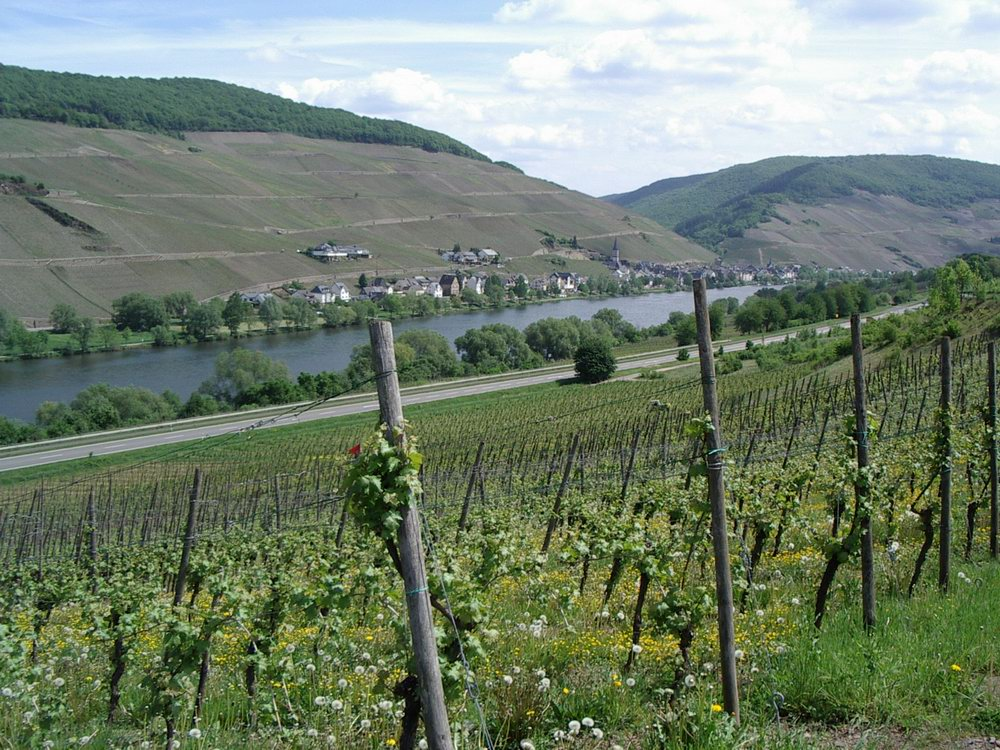
Producción vinícola en el valle del Mosel (Moseltal) en Zell.

 Desde 2007 su nombre se ha simplificado: ahora solamente se llama Mosel. 

## Variedades
La variedad predominante es la Riesling que da lugar a unos vinos de muy buena calidad y con notable acidez. Cuatro subregiones de esta zona vinícola cubren el territorio, Saar y Ruwer, Mosela Medio, Bajo Mosela, (Mittel). 
| Variedades     | Porcentaje |
| Riesling       | 54 %       |
| Müller-thurgau | 22 %       |
| Elbling        | 9 %        |
| Kerner         | 8 %        |
| Diverso        | 7 %        |